# Moho bishopi
Oo-de-molokai ou oó-de-molokai (Moho bishopi) é uma espécie extinta de ave passeriforme que era endêmica do Havaí. Foi descrita cientificamente pelo ornitólogo Lionel Walter Rothschild em 1893.